# Austrochilus manni
Espèce
Austrochilus manni est une espèce d'araignées aranéomorphes de la famille des Austrochilidae.

## Distribution
Cette espèce est endémique du Chili. Elle se rencontre dans les régions de Valparaíso et de Coquimbo.

## Description
Le mâle holotype mesure 10,65 mm et la femelle 9,04 mm.

## Systématique et taxinomie
Cette espèce a été décrite par Zapfe en 1955. Elle est placée en synonymie avec Thaida peculiaris par Lehtinen en 1967. Elle est relevée de synonymie par Forster, Platnick et Gray en 1987.

## Étymologie
Cette espèce est nommée en l'honneur de Guillermo Mann Fischer (1919-1967).

## Publication originale
- Zapfe, 1955 : « Filogenia y función en Austrochilus manni Gertsch y Zapfe (Araneae-Hypochilidae). » Trabajos del Laboratorio de Zoología, Facultad de Filosofía y Educación, Universidad de Chile, no 2, p. 1-53.